# Associação Brasileira de Licenciamento Fonográfico
Associação Brasileira de Licenciamento Fonográfico, a ABLF, é a associação criada pelos produtores fonográficos afiliados à ABPD para ser a única empresa a distribuir o licenciamento de produtos como videoclipes, música, etc., para radiodifusão e de transmissão por qualquer meio de comunicação.